# Џералдтон
Џералдтон (енгл. Geraldton) је град Аустралији у савезној држави Западна Аустралија. Према попису из 2006. у граду је живело 27.420 становника.

## Становништво
Према попису, у граду је 2006. живело 27.420 становника.
| 1991.  | 1996.  | 2001.  | 2006.  |
| ------ | ------ | ------ | ------ |
| 24,361 | 25,243 | 25,436 | 27,420 |